# Hodori
Hodori (kor. 호돌이) – oficjalna maskotka Igrzysk Olimpijskich w Seulu.
Spośród 4344 propozycji na maskotkę wybrano Tygryska Olimpijskiego zaprojektowanego przez Kima Hyuna z agencji Design Park. Imię tygryska zostało wybrane spośród 2295 nadesłanych propozycji.
Tygrys azjatycki w koreańskich legendach występuje nie jako groźne zwierzę, a jako przyjaciel ludzi. Miał inspirować koreańską reprezentację do udanych startów.